# Christine Kangaloo
Christine Kangaloo, née le 1er décembre 1961 à San Fernando, est une femme d'État trinidadienne. Du 23 septembre 2015 au 17 janvier 2023, elle occupe également la fonction de présidente du Sénat, en plus de nombreux postes ministériels. Elle est présidente de la République depuis le 20 mars 2023.

## Biographie

### Enfance, éducation et débuts
Christine Kangaloo est diplômée de l'université des Indes occidentales et de la Hugh Wooding Law School et est titulaire d'un diplôme en droit. Le 12 janvier 2001, elle devient membre du Parlement en tant que sénatrice de l'opposition sous le mandat du leader de l'opposition Patrick Manning. Elle est ensuite vice-présidente du Sénat, puis ministre au cabinet du Premier ministre en 2002. Elle est ensuite nommée ministre des Affaires juridiques en 2005,. Lors des élections générales de 2007 à Trinité-et-Tobago, elle est élue à la Chambre des représentants en tant que candidate du Mouvement national du peuple (PNM) pour Pointe-à-Pierre et occupe subséquemment le poste de ministre des Sciences, de la Technologie et de l'Éducation tertiaire,. Le 23 septembre 2015, elle est élue présidente du Sénat.

## Présidente de la république
Elle est élue présidente de la République le 20 janvier 2023 et prend ses fonctions le 20 mars suivant,,.